# Rybienko (przystanek kolejowy)
Rybienko – przystanek kolejowy w mieście Wyszków, w dzielnicy Rybienko Leśne, w województwie mazowieckim, w Polsce.

## Ruch pasażerski
| Rok  | Wymiana pasażerska na dobę |
| ---- | -------------------------- |
| 2017 | 10-19                      |
| 2022 | 10-19                      |